# Erdei sárgaárvacsalán
Az erdei sárgaárvacsalán (Lamium galeobdolon) az árvacsalánfélék (Lamiaceae) családjának sárgaárvacsalán (Lamiastrum) nemzetségének egyetlen faja. Európában és Ázsia mérsékelt éghajlatú részein honos évelő növény, Ausztráliába és Új-Zélandba behurcolták. Árnyas erdőkben, tisztásokon, agyagos, meszes talajon nő. Magyarországon is gyakori. Dísznövényként is termesztik, gyakran kertekből kivadulva lehet találkozni vele.

## Élőhelye
Magyarországon többek közt a Gödöllői-dombság területén él, valamint a Mátrában is megtalálhatóak állományai.

## Jellemzők
20–50 centiméter magasra megnövő évelő növény. Megtalálhatók rajta az árvacsalánfélékre általánosan jellemző zigomorf virágok, átellenes levelei és a négyszögletes szár. A rövid nyelű, durván fűrészes szélű, háromszögletű-tojásdad, 3–8 centiméter hosszú levelek hegyes csúcsban végződnek. A levelek gyakran fehér foltosak. Április-július között, a felső levelek hónaljában, álörvökben nyíló hímnős virágai élénk vajsárgák, a kétajkú párta alsó része vörös csíkozású, pettyezett. Makkocskatermése van.

### Alfajok
Számos alfaja (vagy kisfaj), változata létezik. Elterjedt a gyakran ezüstös félkörben pettyezett levelű változat (ezt külön fajként is leírták, Lamium argentatum), kedvelt kerti dísznövény a ‘Variegatum’, nagy virágaival és még erőteljesebb pettyezéssel.
Alfajai (Wikifajok szerint):
- L. g. subsp. argentatum
- L. g. subsp. galeobdolon
- L. g. subsp. montanum